# Linia kolejowa nr 759
Linia kolejowa nr 759 – pierwszorzędna, głównie dwutorowa, zelektryfikowana linia kolejowa znaczenia państwowego łącząca stację techniczną Wrocław Gądów z przystankiem i posterunkiem odgałęźnym Wrocław Nowy Dwór.

## Galeria

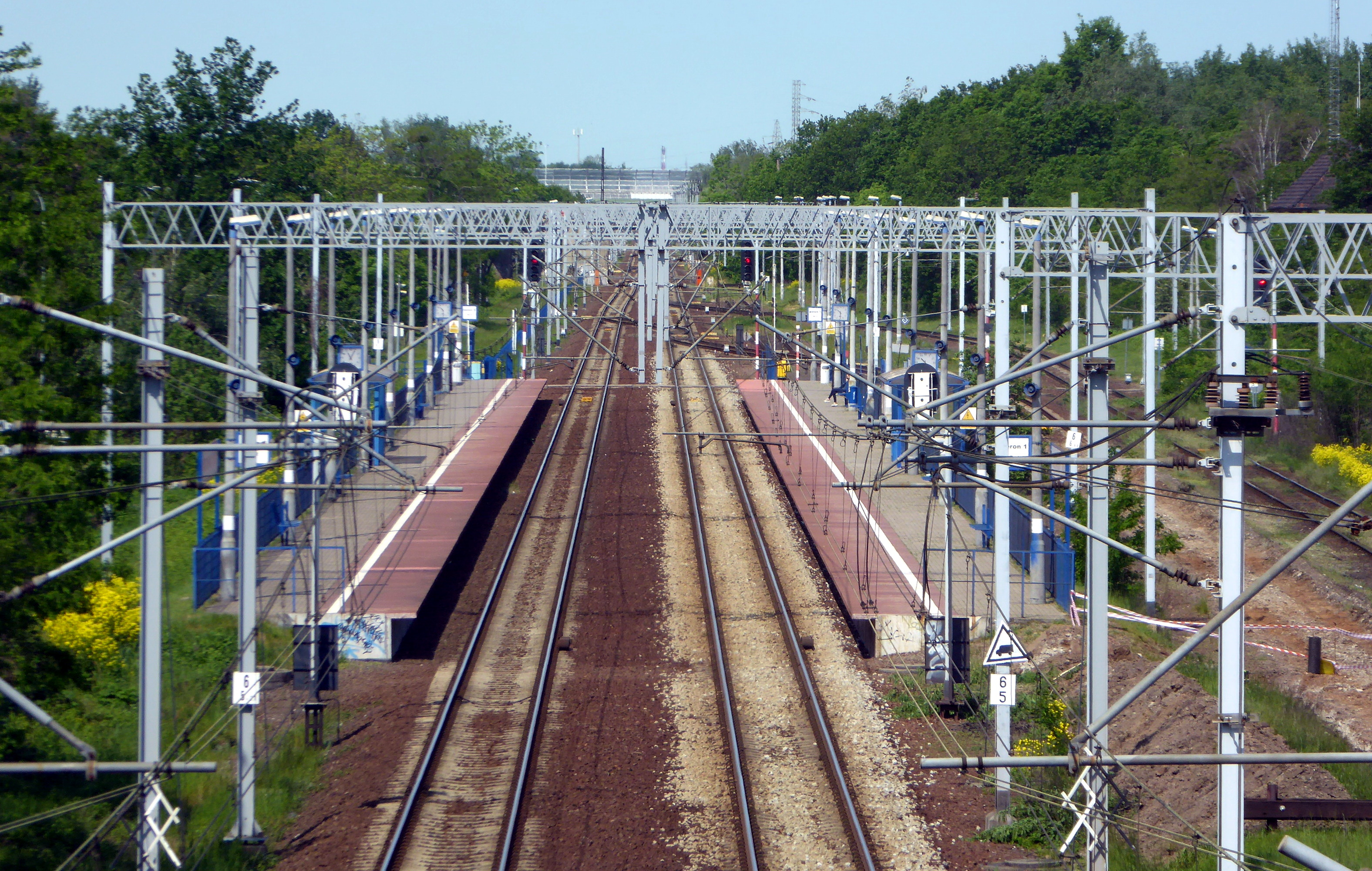
Widok na Wrocław Nowy Dwór. Po prawej stronie linia kolejowa nr 759.
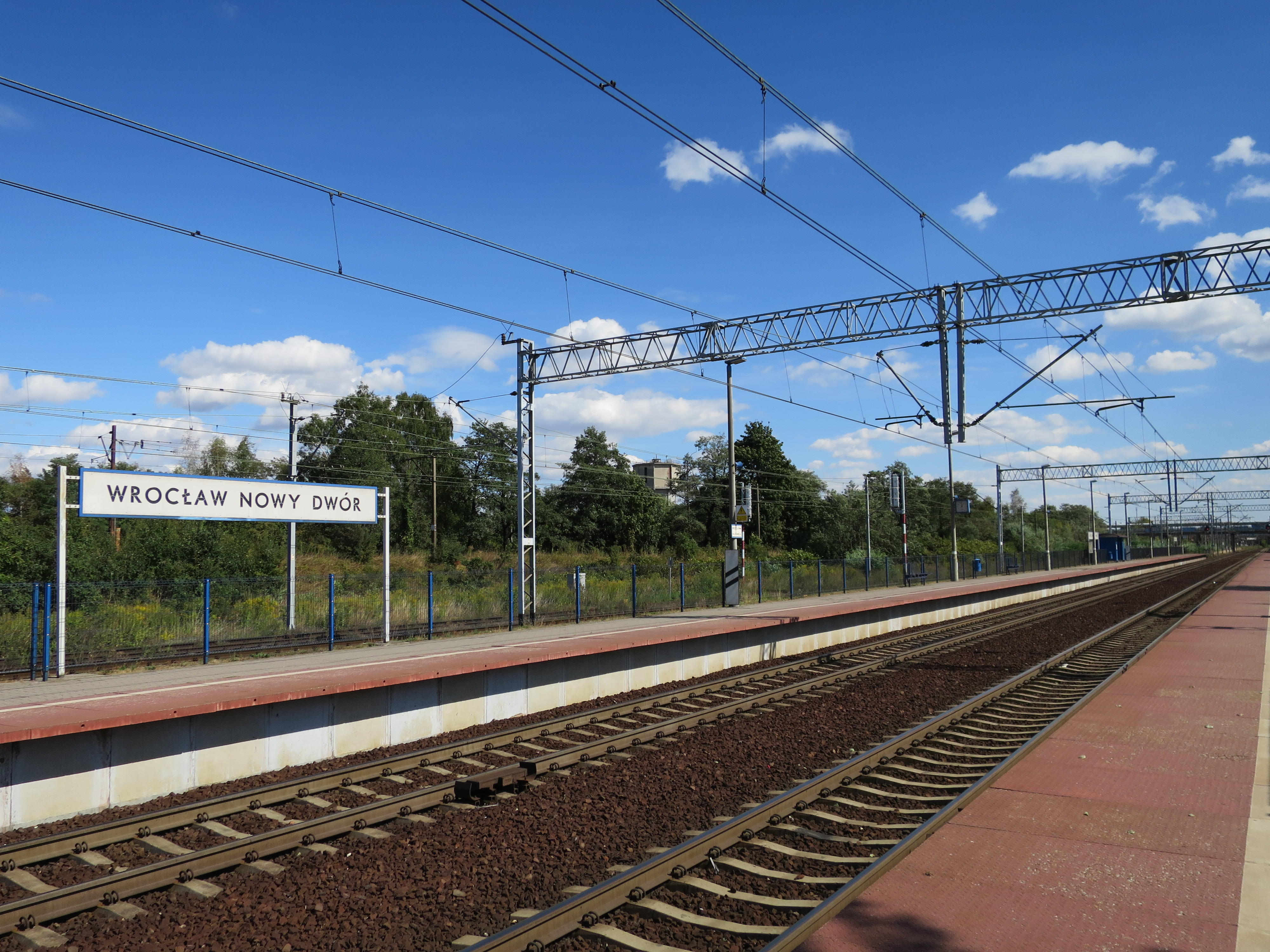
W tle widoczna linia kolejowa nr 751 oraz 759.